# 2-ethylanthrachinon
2-Ethylantrachinon je derivát anthracenu, proto je jeho základ tvořen třemi benzenovými jádry. Je to světležlutá pevná látka, která se používá v průmyslové výrobě peroxidu vodíku.

## Výroba
2-Ethylanthrachinon se vyrábí reakcí ftalanhydridu a ethylbenzenu.